# 북미 연합장로교회
북미 연합장로교회(United Presbyterian Church of North America ,UPCNA)는 1858년 5월 설립되어 딱 100년을 채우고 미국 북장로교회와 통합된 교단이다. 통합 후 미국 연합장로교회(United Presbyterian Church in the United States of America, UPCUSA)가 되었다.